# シュコーフィア・ロカ
シュコーフィア・ロカ（Škofja Loka, ドイツ語：Bischoflack）は、スロベニアの町であり、そして地方行政区画としての市でもある。

## 姉妹都市
- マースメヘレン（ベルギー）